# La Biblia II
La Biblia II (También llamada La Biblia '97, o simplemente La Biblia) es el decimosegundo álbum de estudio del grupo argentino Vox Dei, lanzado en 1997 por Warner Music Argentina. 
Este es el primer disco de estudio de la formación clásica de la banda (Soulé-Basoalto-Quiroga) en casi diez años, luego de Tengo razones para seguir, de 1988, y está enmarcado en el regreso de Ricardo Soulé al grupo en 1996.

## Grabación y contenido
Este disco es una regrabación del álbum La Biblia (original de 1971), con el agregado de dos canciones extra de un próximo disco que no llegó a concretarse: "El manto de Elías" dividido en "Obertura Iº movimiento" y "IIº movimiento". Además, esta es la grabación más reciente con Ricardo Soulé, dado que dejó definitivamente Vox Dei luego de las presentaciones de este disco. 
La banda presentó el álbum en la Catedral de La Plata junto a la Orquesta Estable del Teatro Argentino, dirigida por el maestro Roberto Ruiz, además de contar con Juan "Pollo" Raffo en teclados, más Gabriel Soulé y Simón Quiroga como invitados especiales.
Este disco, además de incluir al miembro original de la banda, Ricardo Soulé, contó con la participación de tres destacados músicos del pop y rock argentino, como Fito Páez, Andrés Calamaro y Alejandro Lerner, como invitados.

## Canciones
- Todos los poemas fueron escritos por Ricardo Soulé, y la música compuesta por Willy Quiroga, Juan Carlos Godoy y Ricardo Soulé, salvo los indicados.

1. "Génesis" - 6:42
2. "Moisés" - 9:27
3. "Guerras" - 8:02
4. "Libros sapienciales" - 7:09
5. "Profecías" - 2:15
6. "Cristo - Nacimiento, muerte y resurrección" - 12:23
7. "Apocalipsis" - 4:19
8. "El manto de Elías - Obertura Iº movimiento" (Ricardo Soulé, Willy Quiroga) - 5:37
9. "IIº movimiento" (Soulé, Quiroga) - 4:00

## Personal
- Ricardo Soulé - Guitarras, violín, armónica y voz.
- Willy Quiroga - Bajo, guitarra acústica y voz.
- Rubén Basoalto - Batería y coros.

Artistas invitados
- Fito Páez - Segunda voz.
- Andrés Calamaro - Segunda voz, guitarra y teclados.
- Alejandro Lerner - Teclados.
- Juan "Pollo" Raffo - Teclados y coros.